# Бендорф, Оливер Баез
Оливер Баез Бендорф (англ. Oliver Baez Bendorf; род. 21 июня 1987, Айова-Сити, США) — американский поэт и писатель.

## Жизнь и карьера
Оливер Баез Бендорф родился 21 июня 1987 года в Айова-Сити, штат Айова.
В 2009 году Бендорф получил степень бакалавра в Айовском университете.
В 2013 году получил степень магистра в области поэзии в Висконсинском университете в Мадисоне, где он познакомился со своими учителями Линдой Барри (англ. Lynda Barry), Куаном Барри (англ. Quan Barry), Амаудом Джамаулем Джонсоном (англ. Amaud Jamaul Johnson), Керчевали, Джесси Ли (англ. Jesse Lee Kercheval) и Рональдом Уоллесом (англ. Ronald Wallace).
В 2015 году он получил степень магистра в области библиотечных и информационных исследований в Висконсинском университете в Мадисоне, где он участвовал в создании The Little Magazine Collection, одного из самых обширных в своем роде в Соединенных Штатах. Бендорф — участник Поэтической мастерской CantoMundo.
Он преподавал поэзию в нескольких учреждениях, включая Висконсинский университет в Мадисоне, 826DC, Публичную библиотеку Мэдисона, Государственные школы округа Колумбия, Колледж Маунт-Холиок, Центр поэзии Вик.
Его работы были представлены в таких изданиях, как «Poem-a-Day» Академии американских поэтов, American Poetry Review, BOMB, Black Warrior Review, jubilat, Poetry Magazine, и Troubling the Line. Помимо стихов он публиковал эссе и комиксы.
Его стихи были переведены на русский язык Дмитрием Кузьминым.
Его дебютный сборник «The Spectral Wilderness» был отобран Марком Доути для присуждения премии Stan & Tom Wick Poetry Prize 2013 года и выпущен издательством Kent State University Press в 2015 году. Его второй сборник «Advantages of Being Evergreen» был отобран на Открытый книжный конкурс поэзии в 2018 году Центром поэзии Кливлендского государственного университета и опубликован в сентябре 2019 года.
Бендорф ― трансгендерный мужчина, который использовал свою работу, чтобы обсудить гендерную идентичность и переход. У него есть немецкие, южно-итальянские и пуэрто-риканские корни.
Он доцент в области английского языка в колледже Каламазу в Мичигане. В 2019 году Бендорф стал преподавателем на конференции по поэзии в The Frost Place. В 2020 году Бендорф был награжден премией Betty Berzon Emerging Writer Award от Publishing Triangle.

## Награды
- 2021 National Endowment for the Arts, Fellowship for Poetry[27]
- 2020 Betty Berzon Emerging Writer Award, Publishing Triangle[англ.][25]
- 2018 Open Book Poetry Competition, Центр поэзии Кливлендского государственного университета[англ.][21]
- 2017-2018 Halls Emerging Artist Fellowship, Висконсинский институт творческого письма[28]
- 2015 New American Poets, Поэтическое общество Америки[англ.]. Выбран Натали Диас[англ.][29]
- 2013-14 Doug Fir Fiction Award, The Bear Deluxe. Выбран Лидией Юкнавич[англ.][30]
- 2013 Stan & Tom Wick Poetry Prize, The Spectral Wilderness, Kent State University Press, 2015. Выбран Марком Доути[19]
- 2011-13 Martha Meier Renk Distinguished Graduate Fellowship in Poetry, Висконсинский университет в Мадисоне[31]